# Sportovec roku 1973

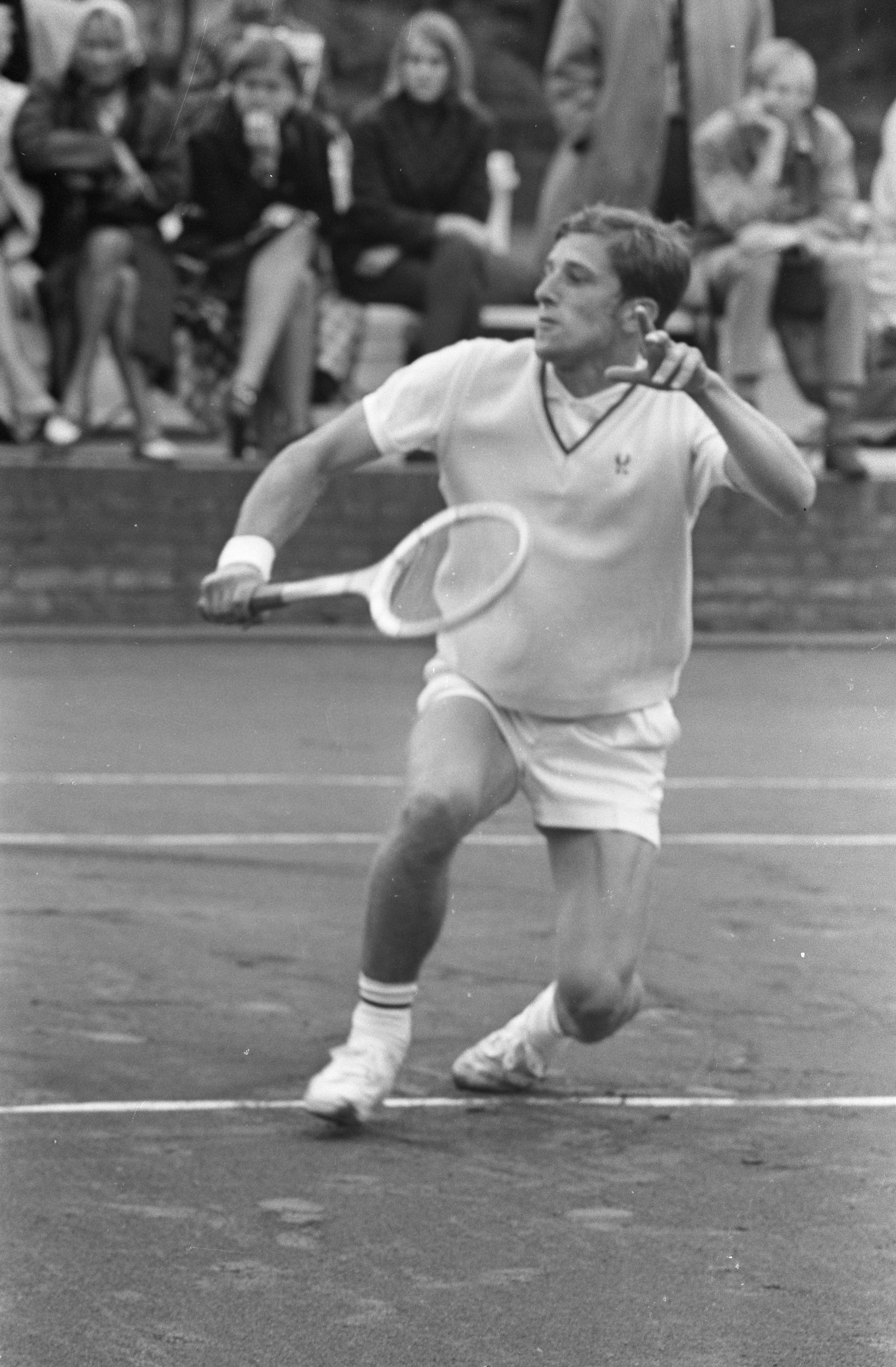
Jan Kodeš

Sportovec roku 1973 byl patnáctý ročník ankety sportovních novinářů o nejlepšího sportovce Československa. Vítězem se stal tenista Jan Kodeš, který toho roku triumfoval na nejslavnějším tenisovém turnaji Wimbledon. Šlo o první vítězství tenisty v anketě.

## První desítka
1. Jan Kodeš (tenis)
2. Helena Fibingerová (atletika)
3. Jan a Jindřich Pospíšilové (kolová)
4. Vladimír Vačkář a Miroslav Vymazal (cyklistika)
5. Alica Grofová (stolní tenis)
6. Jiří Holeček (lední hokej)
7. Ivo Viktor (fotbal)
8. Milena Duchková (skoky do vody)
9. Květoslav Mašita (motorismus)
10. Jaroslav Brabec (atletika)